# Аттахушу
Аттахушу — правитель (суккаль) Суз (ок. 1835—1805 до н. э.), из династии Эпартидов (Суккаль-махи). Племянник (сын сестры) Шилхахи. Аттахушуу, возможно, уже правил в Сузах при своем деде Эпарти, так как при нём сменилось три главных писца (тепира).

## Правление
Аттахушу развернул в Сузах весьма активную строительную деятельность. Подобно деду Эпарти и дяде Шилхахи он возвёл храм для городского бога Иншушинака, чьим «любимым слугой» он сам себя называл. При нём было завершено строительство храма бога Луны Наххунте, начатого при Эпарти и Шилхахе. В одной аккадской надписи утверждается, что будучи «пастырем народа Суз», он основал «ради благополучия своей жизни» некий храм «Великой Госпоже (Нингаль)», за каковым именем, как можно предположить, скрывается эламская богиня Пиникир. Эламская богиня победы Нарунде, как и её аккадский аналог, богиня Анунитум, также была почтена отдельным храмом, возведённым Аттахушу
Помимо этих построек, источники свидетельствуют и о некоторых сооружениях мирского характера. По ту сторону реки Улай (Керхе), напротив Суз Аттахушу возвёл некую «башню», которая, без сомнения, представляла собой укреплённый дворец. Этот бастион он связал с городом Сузы мостом через реку.
Заключительное свидетельство его многообразной деятельности в качестве управителя Суз необходимо усматривать в «Стеле справедливости», которую Аттахушу установил на рыночной площади столицы и которая, вероятно, определяла официальные расценки на основные предметы потребления. В надписи на этой стеле лунный бог Наххунте призывался к тому, чтобы помочь каждому купить товар по справедливой цене. Пример Аттахушу явно служил в качестве некой модели, ибо в позднейших документах, в связи с зерновыми сделками, упоминается «Великая скрижаль», в которой, несомненно, были установлены цены на основные товары и услуги. 
Когда верховный правитель (суккаль-мах) Элама Шилхаха умер, Аттахушу, по-видимому, также не было уже в живых. Так что трон наследовал следующий по старшинству брат Аттахушу Ширукдух I.
| Династия Эпартидов (Суккаль-махи) |                                                  |             |
| Предшественник: Эпарти            | правитель (суккаль) Суз ок. 1835 — 1805 до н. э. | Преемник: — |